# چره‌آ
چره‌آ (به ایتالیایی: Cerea) یک کومونه در ایتالیا است که در استان ورونا واقع شده‌است.
 چره‌آ ۷۰٫۴ کیلومتر مربع مساحت و ۱۶٬۰۱۸ نفر جمعیت دارد و ۱۸ متر بالاتر از سطح دریا واقع شده‌است.